# Овимбунду
Овимбунду (такође познати као Мбунду и Умбунду) је назив за велику етничку групу трговаца, земљорадника и сточара који живе на височини Бенгела централне Анголе у Африци. Подједнако говоре португалски и Банту Умбунду језик те тренутно сачињавају 40% становништва Анголе. По вероисповести су већином хришћани.
Многи Овимбунду су били чланови УНИТА-е, и њихова два главна града Хуамбо и Куито су потпуно уништена у крвавом грађанском рату од 1992. до 1994. године.